# Emilio Comba
Emilio Comba (San Germano Chisone, 31 agosto 1839 – Guttannen, 3 settembre 1904) è stato uno storico e religioso italiano.

## Biografia
Pastore valdese a Venezia dal 1867 al 1872 e docente universitario a Firenze, dal 1873 al 1887 diresse La rivista cristiana, periodico da lui fondato.

## Opere principali
- Francesco Spiera. Episodio della Riforma religiosa in Italia con aggiunta di documenti originali tratti dall'archivio veneto del S. Ufficio, Roma-Firenze, Claudiana, 1872
- Baldo Lupetino, martire della religione e della libertà. Racconto storico del secolo decimosesto narrato secondo manoscritti inediti della S. Inquisizione, Firenze-Roma, Claudiana, 1875
- Valdo ed i valdesi avanti la Riforma. Cenno storico, Firenze, Arte della Stampa, 1880
- Storia della Riforma in Italia narrata col sussidio di nuovi documenti, Firenze, Arte della Stampa, 1881
- Histoire des Vaudois d'italie, depuis leurs origines jusqu'à nos jours. Première partie: Avant la Réforme, Parigi-Torino, Loescher, 1887
- Enrico Arnaud, pastore e duce de' Valdesi (1641-1721). Cenno biografico, Firenze, Claudiana, 1889
- Storia dei Valdesi. Parte I: Da Valdo alla Riforma, Firenze, Claudiana, 1893
- Claudio di Torino, ossia la protesta di un vescovo. Cenno storico, Firenze, Claudiana, 1895
- I nostri protestanti, 2 voll., Firenze, Claudiana, 1895-1897
- Histoire des Vaudois. Nouvelle édition complète, 2 voll., Firenze-Parigi-Losanna, Claudiana-Fischbacher-Bridel, 1898-1901